# Famille von Bellingshausen
Pour les articles homonymes, voir Bellingshausen.
Cette page explique l’histoire ou répertorie les différents membres de la famille von Bellingshausen.
La famille von Bellingshausen est une famille de la noblesse germano-balte dont les racines sont en Livonie (actuellement en Estonie). Son représentant le plus célèbre est l'explorateur Fabian Gottlieb von Bellingshausen (1778-1852).

## Histoire
Les Bellingshausen sont issus de chevaliers venus de Lübeck, les Billingshusen, dans la première moitié du XVIe siècle. Ils s'installent dans l'île d'Ösel. Hinrich von Billingshusen est seigneur en 1549 des terres de Kielkond. L'évêque luthérien d'Ösel, Magnus de Danemark (1540-1583) leur fait don du fief de Hoheneichen (aujourd'hui Lümanda). Ensuite la région appartient à la Suède. Johann Eberhard von Bellingshausen (1604-1655) devient major-général de l'armée royale suédoise, sous le règne de la reine Christine. Il reçoit pour ses services le domaine d'Anzen avec le manoir d'Uelzen (aujourd'hui Vaabina), situé en Livonie (aujourd'hui à Urvaste en Estonie), en 1639. Puis la région passe à la Russie après la Guerre du Nord.
Peter von Bellingshausen, de la ligne d'Ösel, est confirmé dans son titre de baron balte par le sénat de l'Empire russe en 1876. La branche livonienne, quant à elle, s'est éteinte en ligne masculine au XIXe siècle.